# Margit Palm
Greta Margit Palm, född 26 mars 1919 i Malmö, död 5 augusti 2004, var en svensk socialdemokratisk kommunalpolitiker.
Palm, som till yrket var kontorist, var ledamot av Malmö stads-/kommunfullmäktige 1959–1982, ordförande i barnavårdsnämnden 1969–1973, i sociala centralnämnden 1974–1981, i socialnämnden 1982 och kommunalråd för socialroteln 1977–1982.